# Offa's Dyke Path

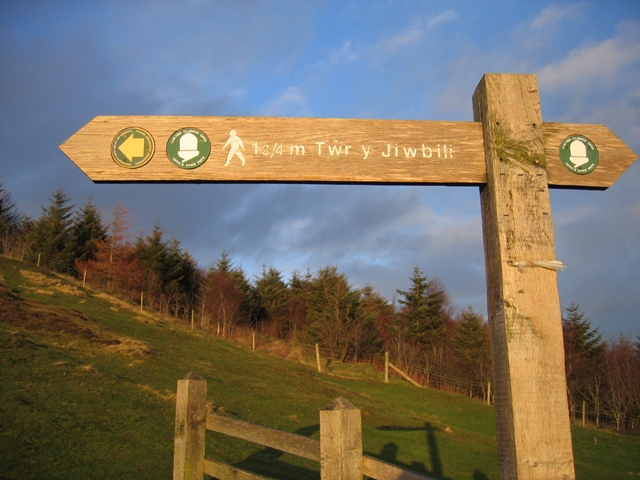

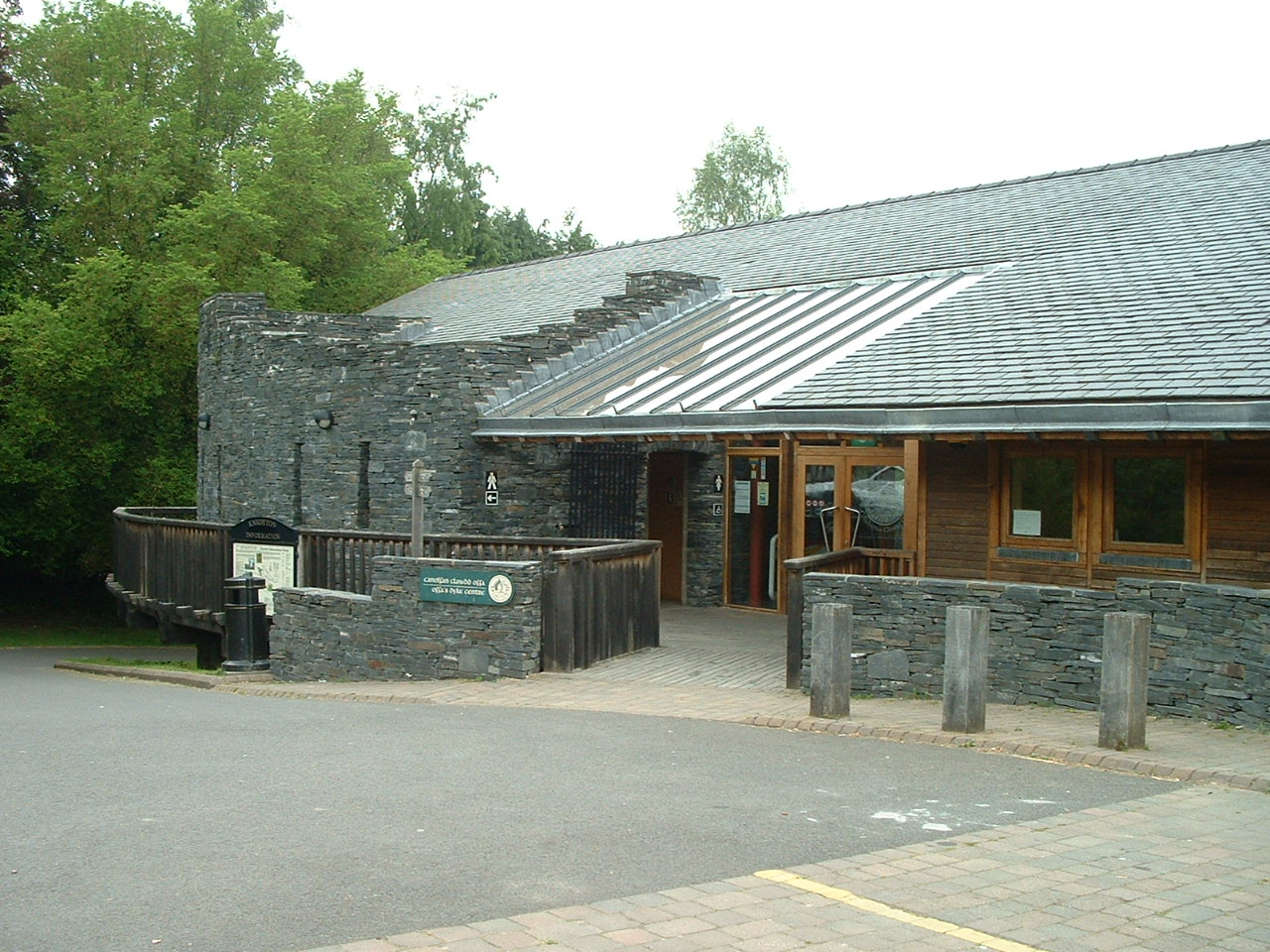
Offa's Dyke Centrum

Het Offa's Dyke Path is een langeafstandswandelpad (National Trail) dat is gelegen op de grens van Engeland en Wales, op of bij Offa's Dyke.
Het pad is totaal 283 kilometer (177 mile) lang en volgt zo veel mogelijk de Offa's Dyke, doch hiervan is het grootste gedeelte verdwenen. Sommige stukken zijn beschermd gebied en het wandelpad is er dan naast gelegen.
Vanuit het zuiden naar het noorden kunnen de volgende plaatsen worden aangedaan: Chepstow - Monmouth - Pandy - Hay-on-Wye - Kington - Knighton - Brompton Crossroads - Buttington Bridge - Llanymynech - Chirk Mill - Llandegla - Bodfari - Prestatyn.
Het Offa's Dyke centrum is gevestigd in Knighton. Betreft een moderne tentoonstellingsruimte waar van alles te vinden is over het pad, alsmede andere wandelpaden in Wales.

## Verkorte omschrijving
Het pad begint met het binnenrijden van Wales via de Severn Bridge (foto). Daarna door in de richting van Monmouth.

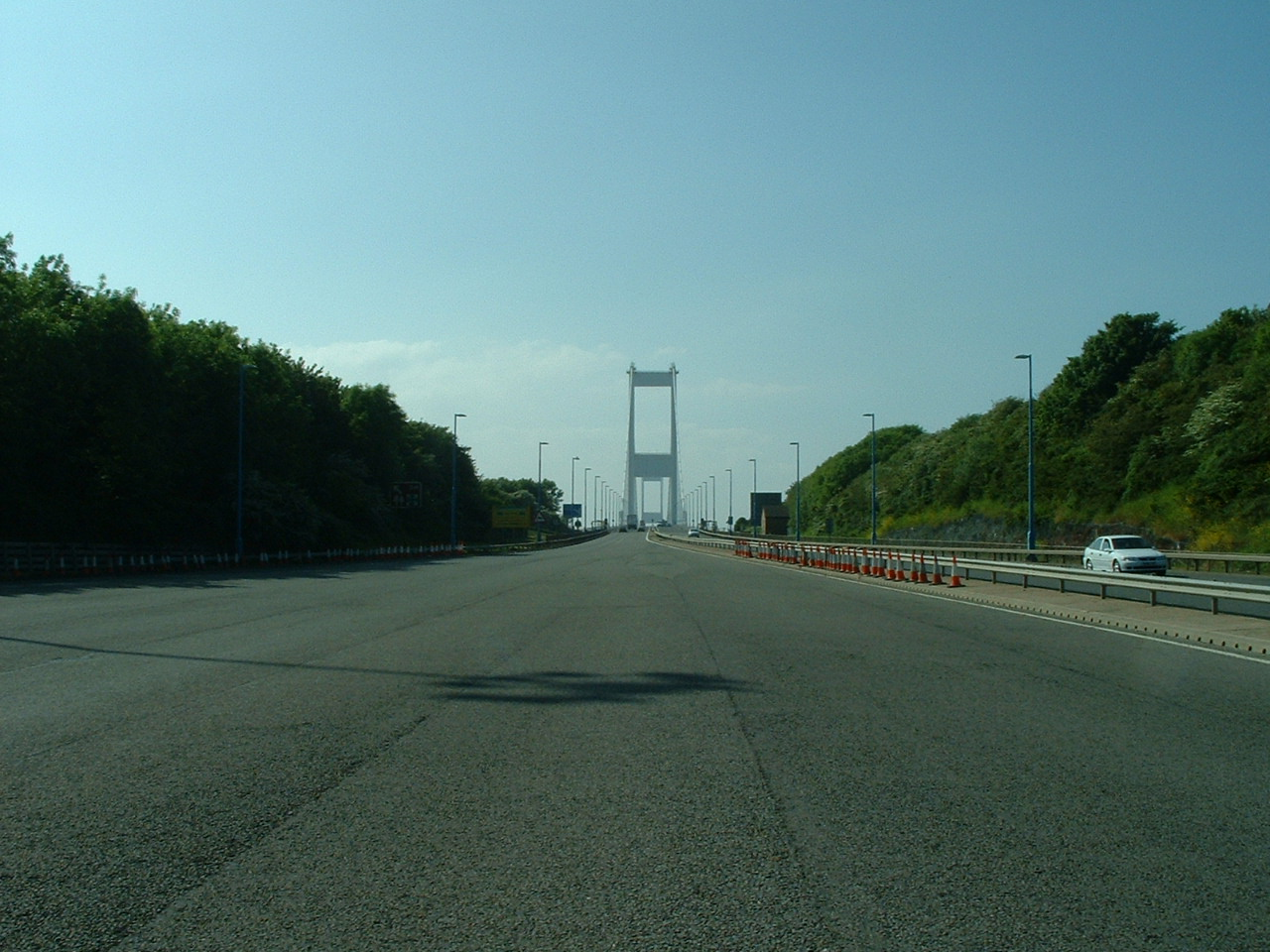
Severn Bridge
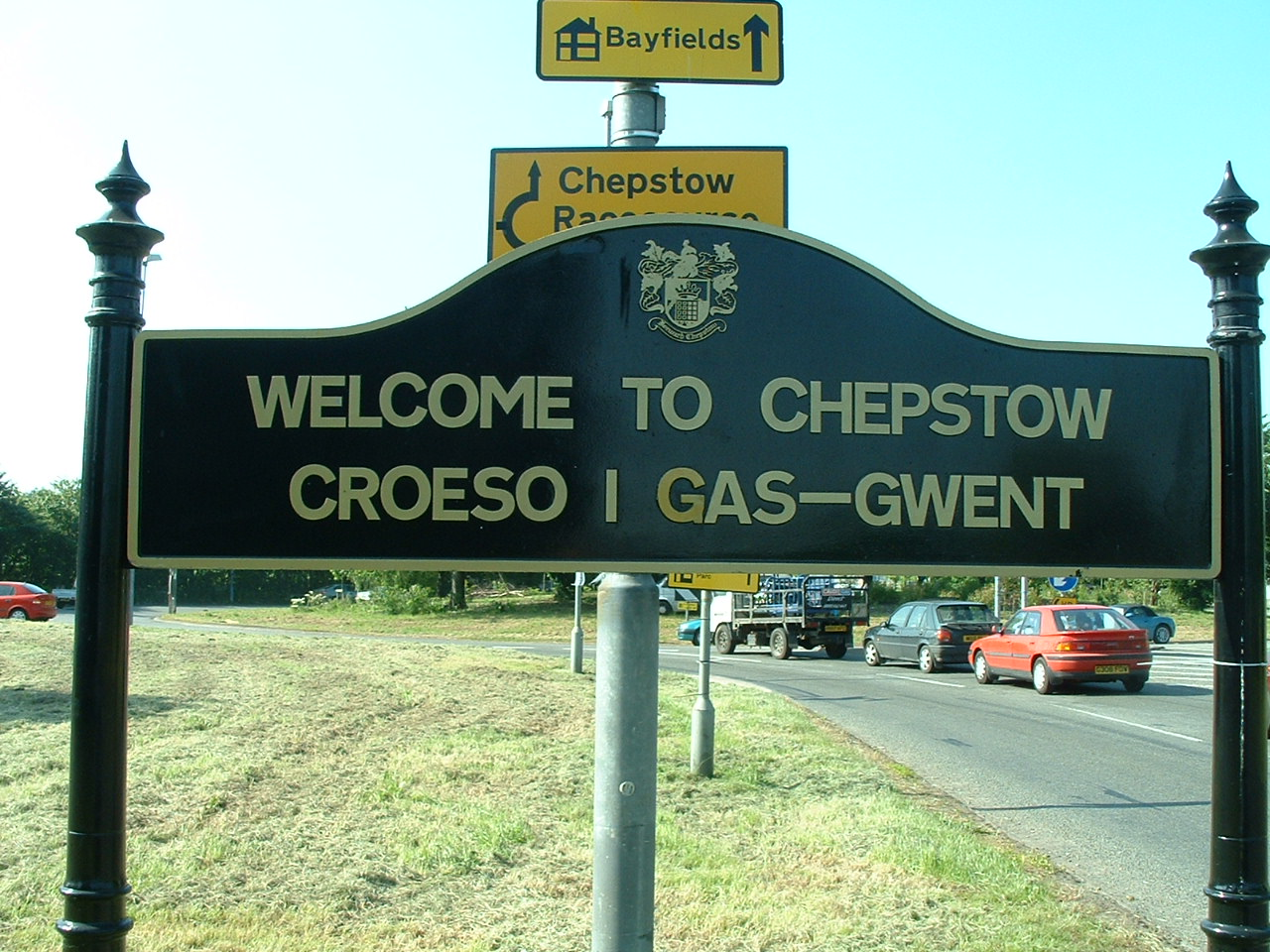
Welkom in Chepstow
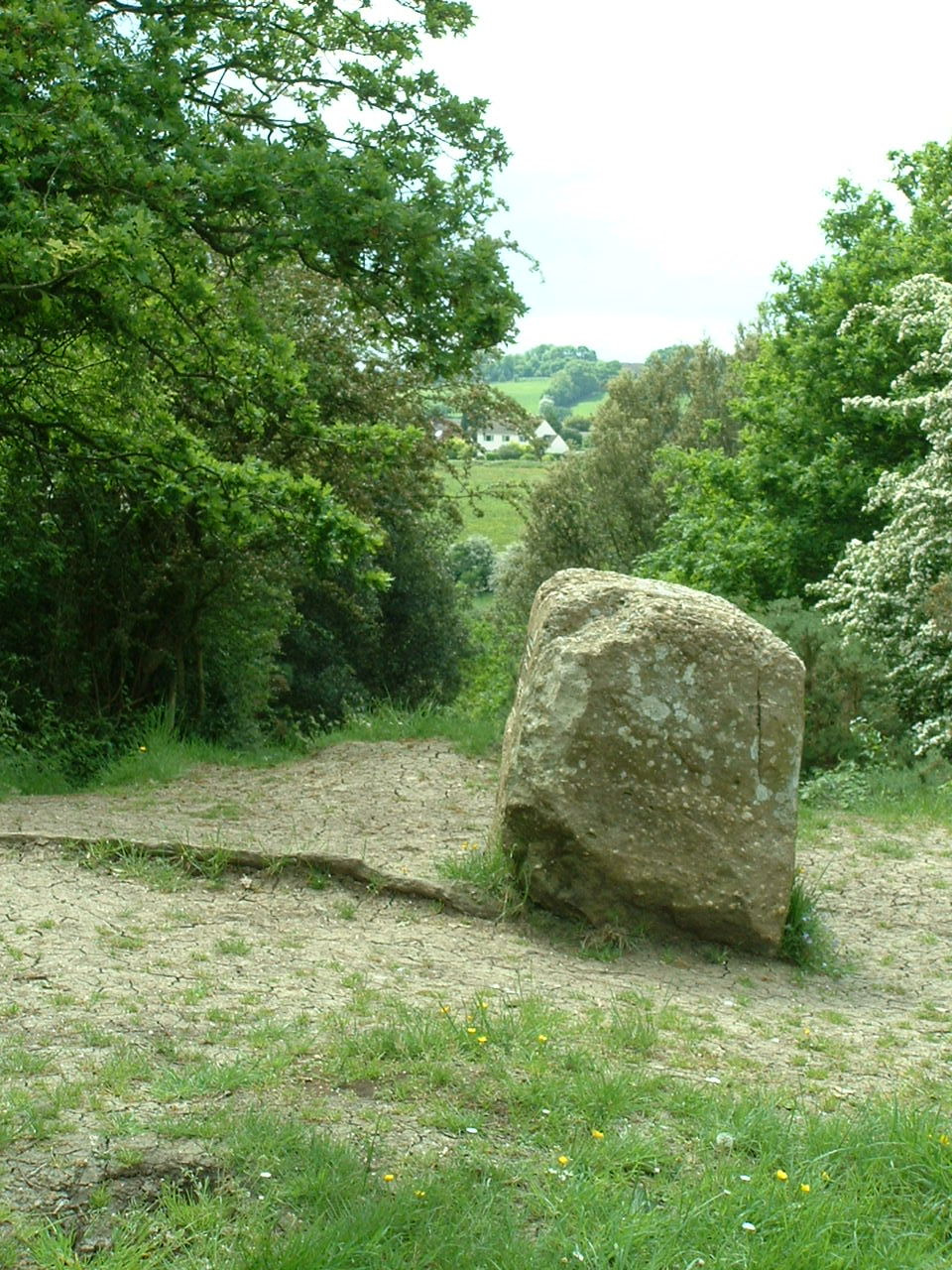
Startpunt
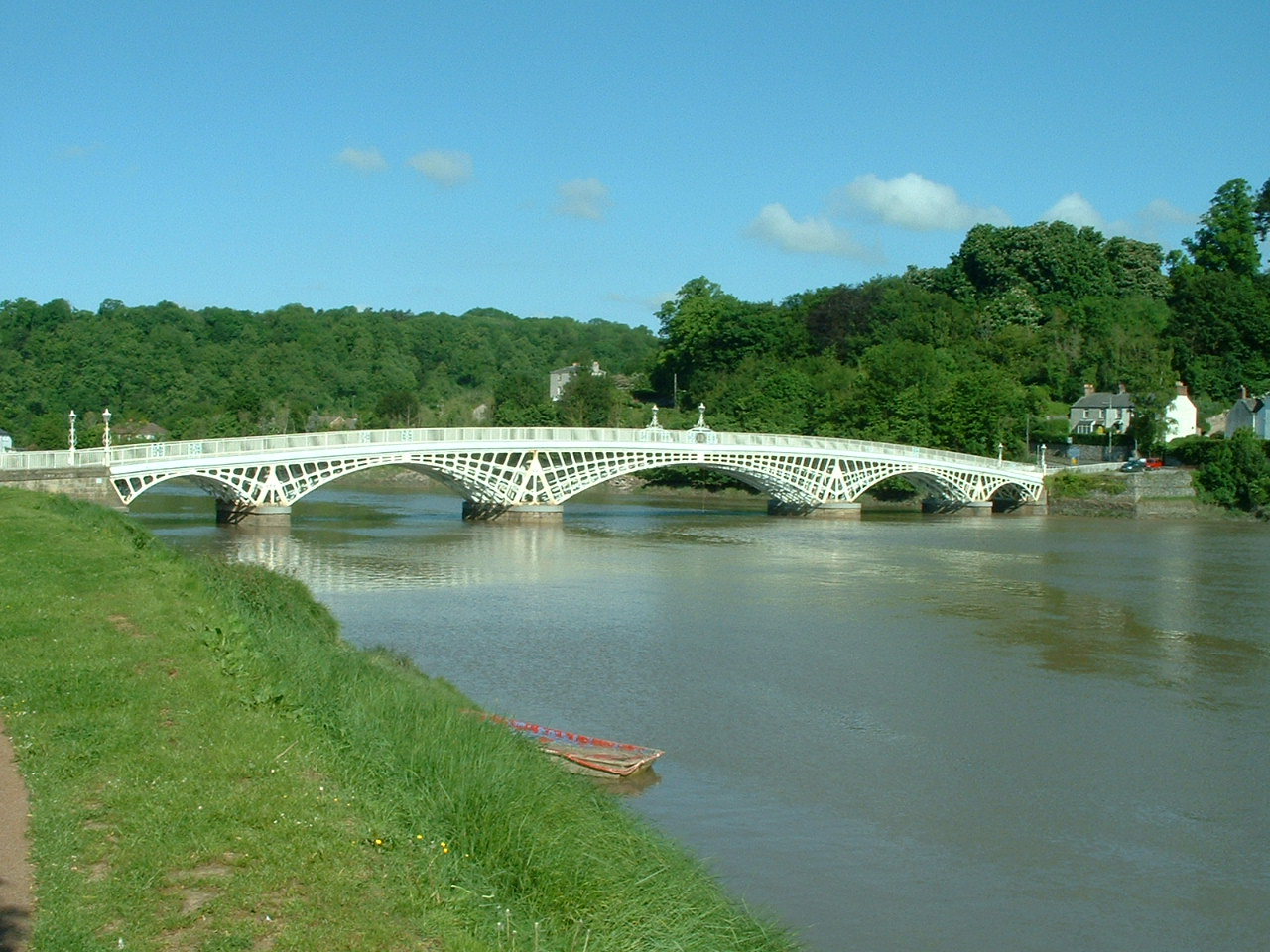
brug over de Wye
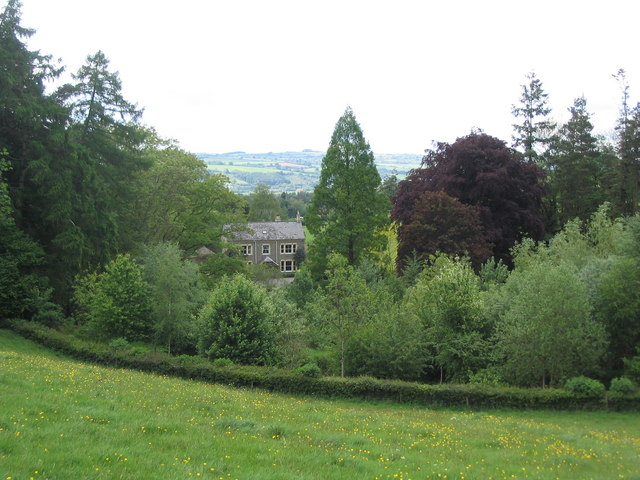
Cusop bij Hay-on-Wye